# Borguinhota

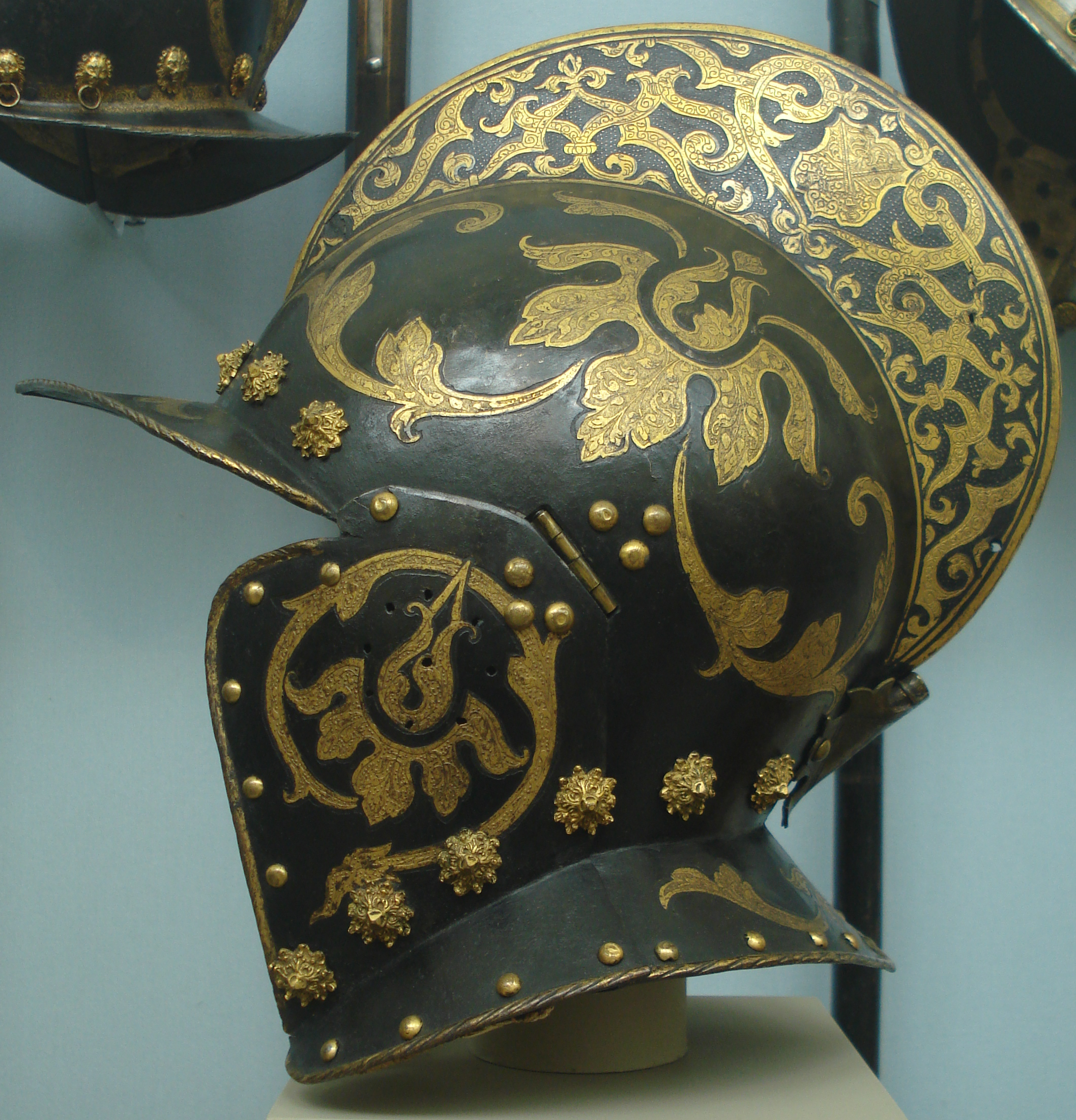
Borguinhota alemão, século XVI.

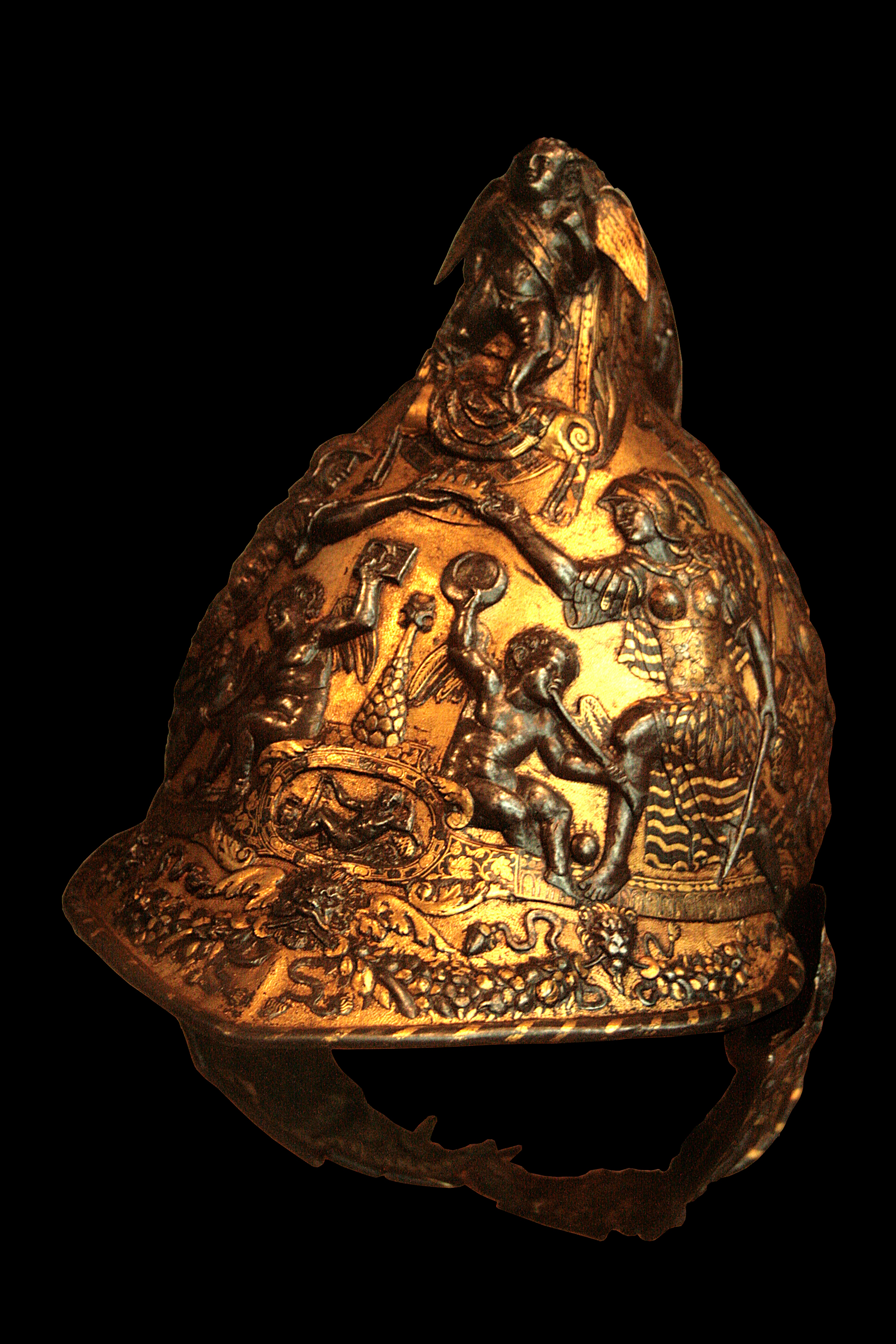
Borguinhota do rei Henrique II da França, fabricada no século XVI e mantida no Museu do Exército do Hôtel de Invalides em Paris.

Borguinhota é um tipo de armadura responsável pela proteção da cabeça do soldado ou cavaleiro, e seu uso se estendeu do período final do século XV até o termino do XVI.
A etimologia de seu nome remonta a palavra francesa broguinotte, e de fato foi usada pela infantaria do rei francês Luís XIV, sendo ainda o último capacete utilizado por estes soldados.

## Referência
- COIMBRA, Álvaro da Veiga, Noções de Numismática. SP. Secção Gráfica da Faculdade de Filosofia, Ciências e Letras da Universidade de São Paulo, 1965.